# Lijst van county's in New Hampshire
De Amerikaanse staat New Hampshire is onderverdeeld in 10 county's.

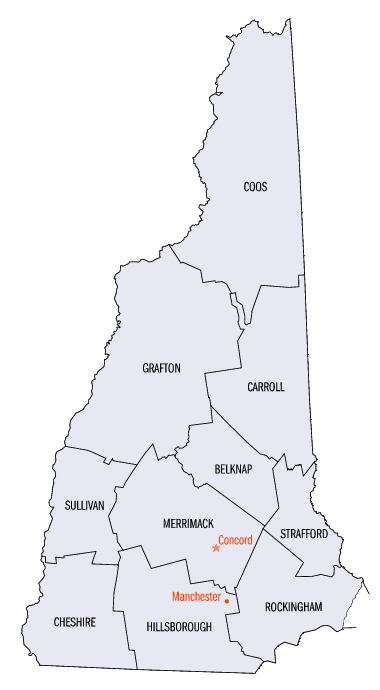
County's van New Hampshire

| County       | Inwoners 1 juli 2007 | Hoofdplaats       | Inwoners 1 juli 2007 |
| ------------ | -------------------- | ----------------- | -------------------- |
| Belknap      | 61.048               | Laconia           | 16.950               |
| Carroll      | 47.380               | Ossipee           | 4669                 |
| Cheshire     | 77.725               | Keene             | 22.893               |
| Coös         | 32.772               | Lancaster         | 1675                 |
| Grafton      | 85.514               | Haverhill         | 4611                 |
| Hillsborough | 402.302              | Manchester Nashua | 108.874 86.837       |
| Merrimack    | 148.274              | Concord           | 42.392               |
| Rockingham   | 296.543              | Brentwood         | 3904                 |
| Strafford    | 121.581              | Dover             | 28.775               |
| Sullivan     | 42.689               | Newport           | 4218                 |

Alabama · Alaska · Arizona · Arkansas · Californië · Colorado · Connecticut · Delaware · Florida · Georgia · Hawaï · Idaho · Illinois · Indiana · Iowa · Kansas · Kentucky · Louisiana · Maine · Maryland · Massachusetts · Michigan · Minnesota · Mississippi · Missouri · Montana · Nebraska · Nevada · New Hampshire · New Jersey · New Mexico · New York · North Carolina · North Dakota · Ohio · Oklahoma · Oregon · Pennsylvania · Rhode Island · South Carolina · South Dakota · Tennessee · Texas · Utah · Vermont · Virginia · Washington · West Virginia · Wisconsin · Wyoming